# FIRE ARROW
FIRE ARROW（ファイア・アロー）は日本のロックバンド、ゼリ→の7枚目(メジャー4枚目)のアルバム。2008年4月23日発売。発売元はアミューズソフトエンタテインメント。

## 解説
- メジャーの作品では「KISS MY WAY」以来約6年ぶり。
- リードトラック「FIRE ARROW」は音楽番組「プリン・ス2」の2008年4月度のエンディングテーマに起用された。
- 本作発売から7ヶ月後にバンドが解散した為、ラストアルバムとなった。

## 収録曲
1. FIRE ARROW
　（作詞：ヤフミ/作曲：カズキ&ヤフミ）
2. 7 SECONDS TIME BOMB
　（作詞：ヤフミ/作曲：ヤフミ&カズキ）
3. BLACK BRIGHT CROWS
　（作詞：ヤフミ/作曲：カズキ&ヤフミ）
4. 回転未来
　（作詞：ヤフミ/作曲：ヤフミ&カズキ）
5. 体温計
　（作詞：ヤフミ/作曲：ヤフミ&カズキ）
6. たった
　（作詞：ヤフミ/作曲：カズキ&ヤフミ）
7. ストロボの種
　（作詞：ヤフミ/作曲：カズキ&ヤフミ）
8. Q.I
　（作詞：ヤフミ/作曲：ヤフミ&カズキ）
9. MY 惑星
　（作詞：ヤフミ/作曲：JELLY→）
10. ×× PON
　（作詞：ヤフミ/作曲：ヤフミ&カズキ）
11. 変身キャンディ
　（作詞：ヤフミ/作曲：ヤフミ&カズキ）
12. JOHNNY CHANCE
　（作詞：ヤフミ/作曲：カズキ&ヤフミ）
13. OUR LOOOONG ROAD
　（作詞：ヤフミ/作曲：カズキ&ヤフミ）